# Luecila
 (juillet 2013).
Si vous disposez d'ouvrages ou d'articles de référence ou si vous connaissez des sites web de qualité traitant du thème abordé ici, merci de compléter l'article en donnant les références utiles à sa vérifiabilité et en les liant à la section « Notes et références ».
Luecila est une tribu de l'île de Lifou, en Nouvelle-Calédonie. Elle se situe dans le district coutumier de Wet (ou Wetr), sur la partie littorale centre est de l'île. Les habitants de Lifou la surnomment Zavirob en référence à son rivage, constitué par la plage de Chateaubriand, qui longe toute la baie portant le même nom.
La chefferie de Luecila est tenue par le petit chef Haudra Jean-Paul Wasaumié. La population de Luecila compte un peu plus de 800 personnes dont un peu moins de la moitié vivent hors de l'île (Nouméa et ailleurs).
Luecila est constitué de deux groupes claniques principaux : les Angetre Luecila et les Angetre Hnalapa. Ces clans sont constitués de familles et leurs fonctions coutumières à l'égard de la chefferie et du chef conditionnent leur statut et leur situation dans l'organisation coutumière tribale ainsi que son fonctionnement général.